# Henri Lietaert
Henri Lietaert (Beveren, 17 oktober 1854 – Ruddervoorde, 28 oktober 1944) was een Belgisch componist, muziekpedagoog, dirigent en kornettist. Hij was de vader van de componist, muziekpedagoog en dirigent Albert Lietaert.

## Levensloop
Lietaert was kornettist in de plaatselijke fanfare in Beveren. Later was hij voor een periode van 3 jaar muzikant in een militaire muziekkapel van het leger. Na zijn terugkomst werd hij dirigent van zijn fanfare in Beveren en rond 1880 ook van de Koninklijke Fanfare Sint-Cecilia Ruddervoorde. Na zijn huwelijk vestigde hij zich eveneens in Ruddervoorde. In de functie als dirigent van de fanfare bleef hij tot 1922. Verder was hij dirigent van de fanfare "De Burgersgilde" van Lichtervelde (1879-1914), in Sint-Eloois-Winkel, Gits, Zedelgem, de Koninklijke gemeenteharmonie Verenigde Vrienden Staden (1888), van het Koninklijk Harmonieorkest De Jongelingskring Torhout (1889-1914) en van de fanfare Deugd en Vreugd van de normaalschool in Torhout. 
Aan de normaalschool in Torhout was hij muziekleraar en eveneens instructeur bij de fanfare "De Burgersgilde" van Lichtervelde. 
Als componist schreef hij vooral werken voor zijn harmonie- en fanfareorkesten. 

## Composities

### Werken voor harmonie- of fanfareorkesten
- Fantaisie italienne
- Fantasie sur des airs d'opéras
- Festival, mars
- L'Escurial
- Le Président, mars
- Les Fleurs du printemps, wals
- Meilied, scottisch
- Potpourri sur les airs des opéras
- Rachel, wals